# Upper Bayang
Upper Bayang (parfois Banyang) est un arrondissement (sub-division) du Cameroun situé dans le département du Manyu et la région du Sud-Ouest. Son territoire recouvre celui de la commune de Tinto (Tinto Council).

## Population
Lors du recensement de 2005, Upper Bayang comptait 27 485 habitants.

## Structure administrative de la commune

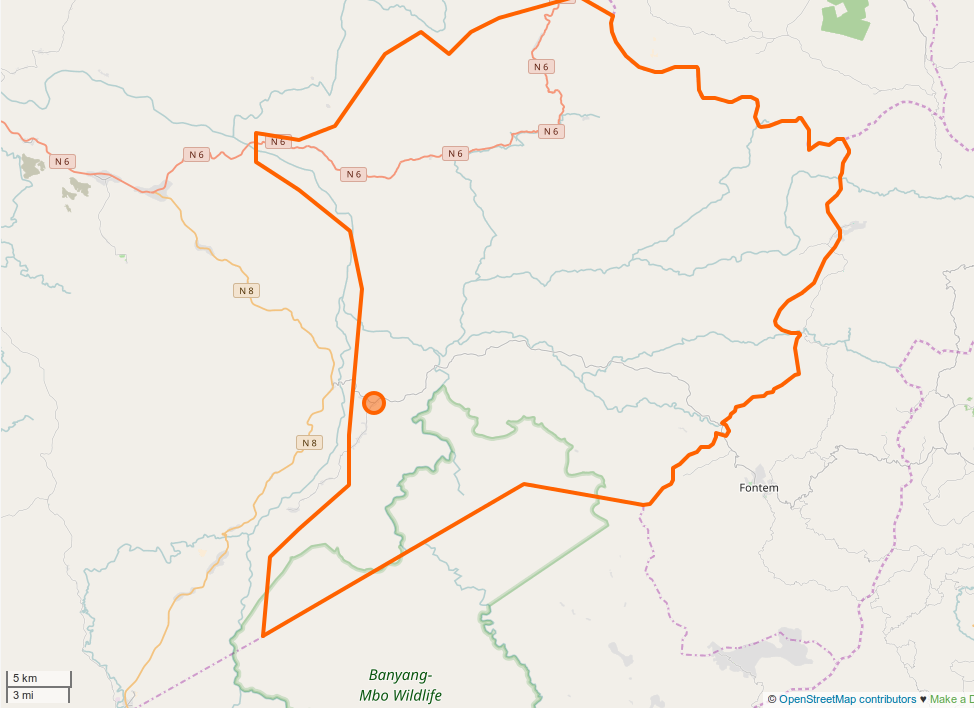
OSM de Upper Banyang

L'arrondissement comprend notamment les localités suivantes :
- Adjeli
- Agong
- Akiriba
- Amebisu
- Ashum
- Atibong Wire
- Ayukaba Betieku
- Babat
- Bachuo Akagbe
- Batambe
- Bakebe
- Bakumba Batieku
- Bokwa
- Chinda
- Defang
- Ebangabi
- Ebeagwa
- Ebensuk
- Edjuingang
- Egbemoh
- Ekpor
- Etoko
- Etoko-Mbatop
- Eyang Atemako
- Fotabe
- Gurrifen
- Kekpoti
- Kendem
- Kenyang
- Kepelle
- Koano
- Mamboh
- Mantah I
- Mantah II
- Mbanga-Pongo
- Mbeme
- Mbinjong
- Mbio
- Mekwecha
- Moshie
- Nchemba I
- Nchemba II
- Nfainchang
- Nfaitock
- Ntenmbang
- Numba
- Obang 3 Corners
- Sabes
- Sumbe
- Tali I
- Tali II
- Tayor
- Tinto-Kerieh